# Anne-Sylvie Mouzon
Anne-Sylvie Mouzon (Kisangani, 10 mei 1956 – 10 september 2013) was een Belgisch politica van de PS.

## Levensloop
Nadat ze rechten studeerde aan de ULB ging ze als juriste op de kabinetten van PS-ministers Guy Cudell, Philippe Moureaux, Guy Coëme en Elio Di Rupo.
Sedert 1983 was ze gemeenteraadslid van Sint-Joost-ten-Node, waar ze van 1995 tot aan haar dood OCMW-voorzitter was. Van 1989 tot aan haar dood was ze tevens lid van het Brussels Hoofdstedelijk Parlement.
Ze overleed na een slepende ziekte en in 2014 werd er een geriatrisch centrum in Sint-Joost-ten-Node naar haar vernoemd.